# Юлія фон Фосс
Юлія Амалія Єлизавета фон Фосс (нім. Julie Amalie Elisabeth von Voß; 4 липня 1766, Бух під Берліном — 25 березня 1789, Берлін) — фрейліна при прусському дворі, дружина короля Пруссії Фрідріха Вільгельма II.

## Біографія
Юлія фон Фосс — дочка Фрідріха Крістіана фон Фосса і його дружини Амалії Оттіліі фон Фірегг. У 1783 році, як і її тітка Софія, згодом обер-гофмейстерина королеви Луїзи вступила на службу фрейліною при королеві Єлизаветі Крістіні. При дворі Юлія познайомилася з принцем Фрідріхом Вільгельмом.
Вже будучи королем, Фрідріх Вільгельм отримав від своєї дружини королеви Фрідеріки Луїзи Гессен-Дармштадтської письмову згоду укласти морганатичний шлюб. Королева, яка народила сімох дітей, вважала, що вже виконала свої подружні обов'язки. Одруження з другою дружиною відбулося у каплиці Шарлоттенбурзького палацу 7 квітня 1787 року. У листопаді 1787 року Фрідріх Вільгельм II присвоїв Юлії фон Фосс титул графині Інгенгейм. Через два роки 22-річна графиня померла від туберкульозу, загострення якого сталося після народження нею сина Густава Адольфа (1789—1855). 1 квітня другу дружину короля Фрідріха Вільгельма II поховали в церкві палацу в м. Бух.
Теодор Фонтане залишив для нащадків листування Юлії фон Фосс з її тіткою Софією.